# منطقه حفاظت‌شده باهوکلات
منطقهٔ حفاظت‌شدهٔ باهوکلات که منطقهٔ حفاظت‌شدهٔ گاندو نیز نامیده می‌شود، یک منطقهٔ حفاظت‌شده با مساحت ۵۶۱۵۰۲ هکتار است که در استان سیستان و بلوچستان در ایران قرار دارد. این منطقهٔ حفاظت‌شده طبق مصوبهٔ شمارهٔ ۷۶۰ در تاریخ ۱۳۹۷/۹/۲۵ در فهرست مناطق تحت حفاظت سازمان محیط زیست ایران قرار گرفت. بیشتر مساحت منطقهٔ حفاظت‌شدهٔ باهوکلات در بخش باهوکلات شهرستان دشتیاری و بخشی در شهرستان راسک واقع شده است. مرز جنوبی این منطقه را ساحل دریای عمان و مرز شرقی را مرز پاکستان تشکیل می‌دهد. این منطقه تنها نقطه ایران است که گاندو تنها تمساح بومی ایران در آن زندگی می‌کند.
این منطقه از سال ۱۳۴۹ با نام منطقه حفاظت‌شده باهوکلات مورد حفاظت قرار گرفت و از سال ۱۳۶۱ آن را به نام مهم‌ترین جانور بومی آن یعنی «گاندو» نامگذاری کردند. گاندوها در رودخانه باهوکلات، دو رودخانه کاجو و سرباز که به باهوکلات می‌ریزند و دریاچه سد پیشین زندگی می‌کنند. تعدادی از آن‌ها هم در برکه‌های متعدد منطقه از جمله برکه‌های فیروزآباد، کلانی، شیرگواز، دلگان، درگس، هوت کت، آزادی، پلنگی، جنگل، پیر سهراب، باهوکلات و کهیر بز روزگار می‌گذرانند.
به جز گاندو حیوانات متعدد دیگری هم در این منطقه زندگی می‌کنند از جمله سیاه‌گوش، جبیر، سنجاب بلوچی، خدنگ، بزمجه بنگال، شغال، روباه، و پرندگانی چون مرغ سقای پا خاکستری، عقاب شاهی، کاکایی، انواع شاهین، هوبره، دراج، انواع کبوتر و قمری. مرز جنوبی منطقه یعنی ساحل دریای عمان هم یکی از محل‌های اصلی تخمگذاری لاک‌پشت سبز دریایی است.